# Vesela Balka (Raión de Rozdilna)
Vesela Balka  (ucraniano: Весела Балка) es un pueblo del Raión de Rozdilna en el Óblast de Odesa de Ucrania. Según el censo de 2001, tiene una población de 237 habitantes.